# Peugeot 406
| Sterne im Crashtest |

Der Peugeot 406 ist ein Mittelklassewagen des französischen Autoherstellers Peugeot.
Er trat im Herbst 1995 die Nachfolge des Peugeot 405 an. Es gab ihn als Limousine, Kombi und Coupé.

## Geschichte
Der 406 kam im Oktober 1995 zunächst nur als viertürige Stufenhecklimousine auf den Markt. Für die Innenraumgestaltung war Paul Bracq verantwortlich. Im Oktober 1996 wurde der Break genannte Kombi eingeführt, dem im April 1997 das von Pininfarina gestaltete und produzierte Coupé folgte.
Die Motorisierung begann anfangs bei 1,6 Liter Hubraum mit 65 kW (88 PS), später 1,8 Liter mit 66 kW (90 PS). Darüber hinaus gab es einen 1,8 Liter mit 81 kW (110 PS, später 85 kW (115 PS)) sowie einen 2,0-l-Benzinmotor mit 97 kW (132 PS, später 100 kW (136 PS)) bis hinauf zum 3,0-l-V6-Motor mit einer Leistung von 140 kW (190 PS, später 152 kW (207 PS)). Dieselseitig gab es die bekannten PSA-Motoren, zunächst mit Vorkammer- und ab 1999 mit Common-Rail-Einspritzung (HDi). Letzteren gab es ab 2001 auch optional mit einem Partikelfilter.
Die Benzinmotoren gelten als sehr laufruhig, wenn auch in den kleineren Versionen nicht immer als besonders durchzugsstark einzustufen. Dafür war das Fahrwerk komfortabel abgestimmt.
Die Serienausstattung war im Vergleich zu den deutschen Limousinen umfangreicher. Bereits 1996 gehörten ABS und Doppelairbag zum Serienumfang.

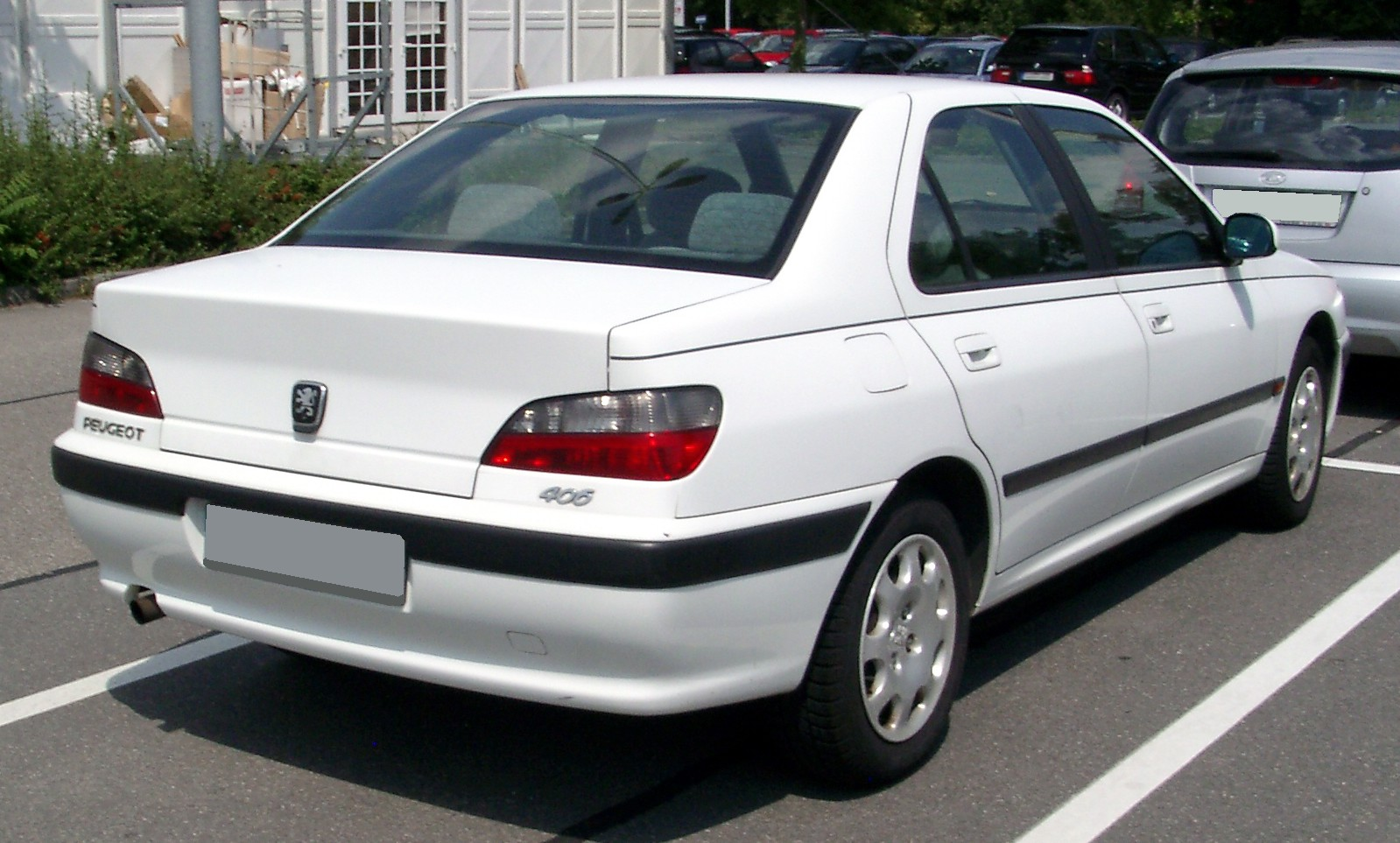
Heckansicht
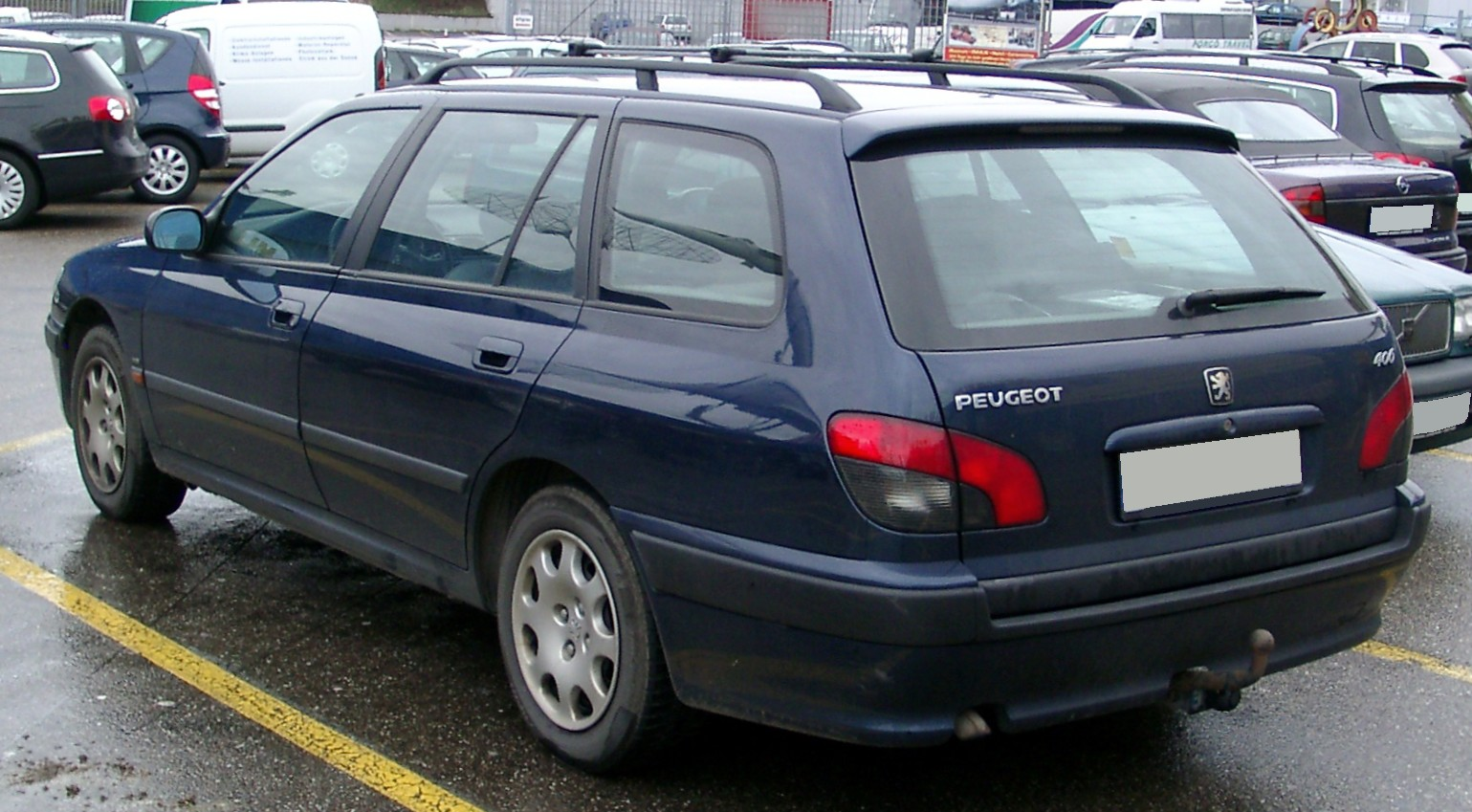
Peugeot 406 Break (1996–1999)
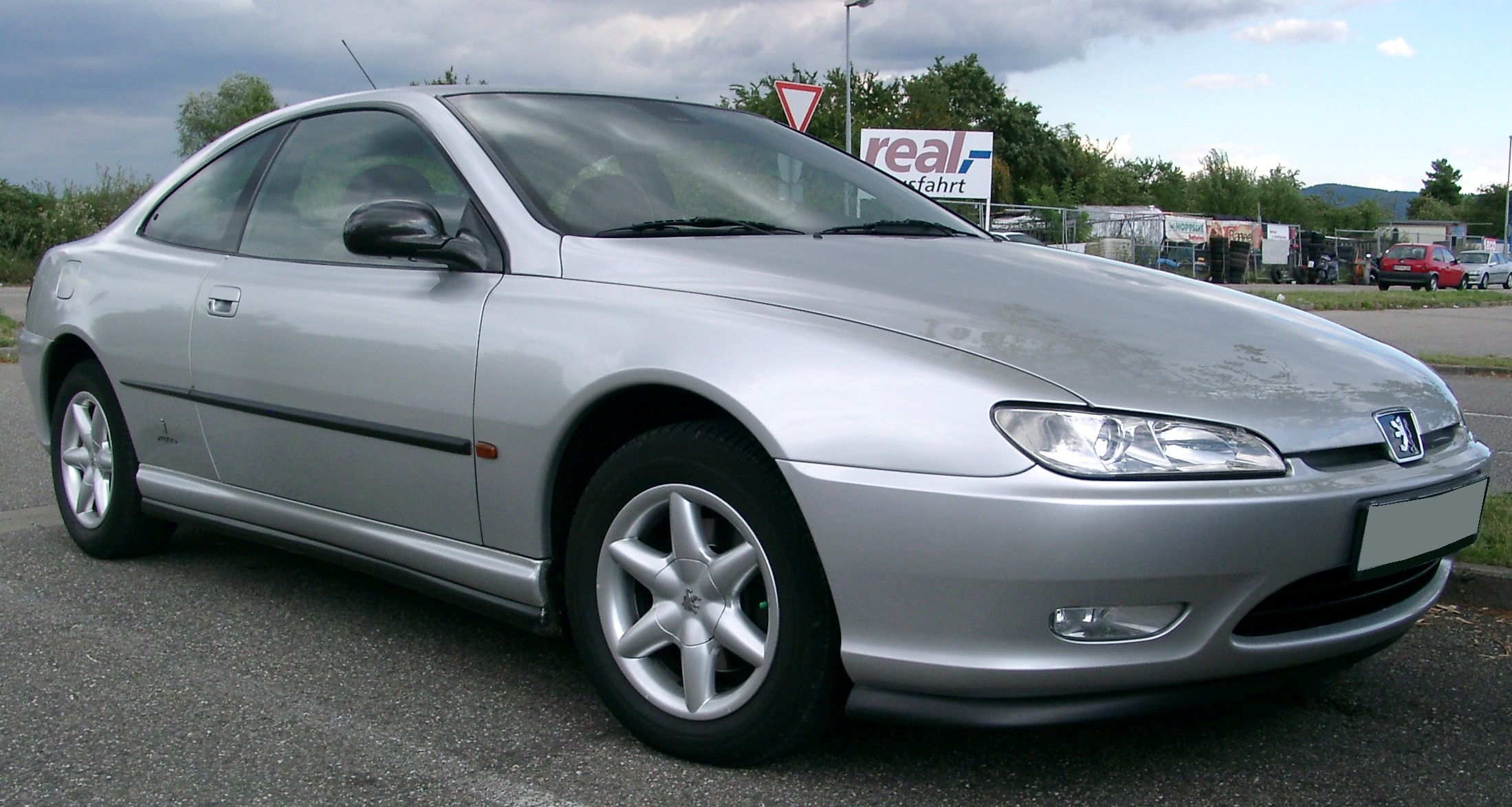
Peugeot 406 Coupé (1997–2001)
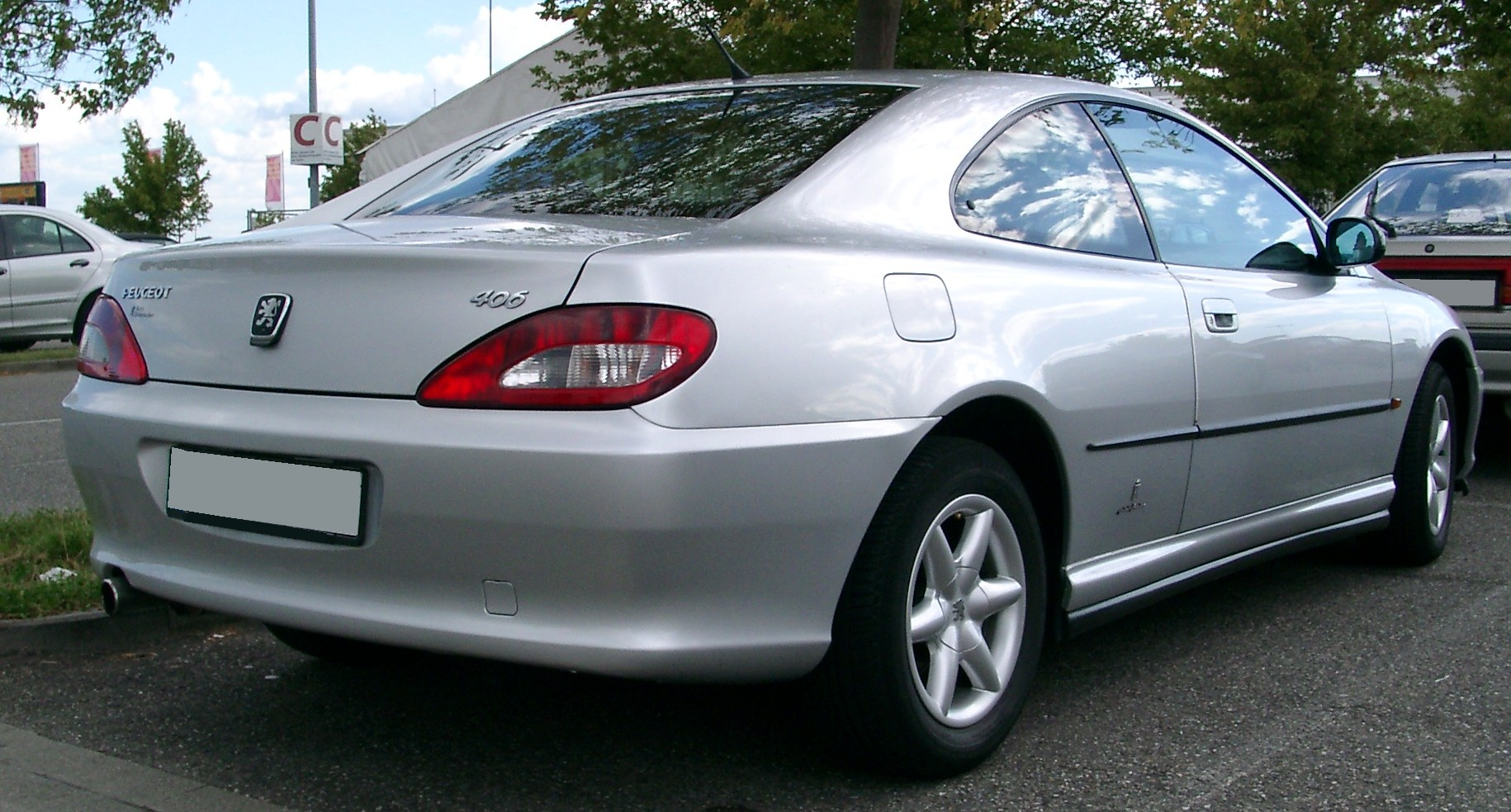
Heckansicht

## Modellpflege
Im März 1999 wurden Limousine und Kombi einem größeren Facelift unterzogen. Dabei stieg bei einigen Motorisierungen die Leistung an (z. B. beim 3,0-Liter-V6 von 140 kW/190 PS auf 152 kW/207 PS) und ein neuer 2,2-l-16V-Benzinmotor mit 116 kW (158 PS) kam ins Programm. Mitte 2001 folgte mit dem 2,0 HPi noch ein Benzin-Direkteinspritzer, der 103 kW (140 PS) leistete.
Äußerlich fiel dabei die aggressiver gestaltete Front bei beiden Karosserieversionen auf. Während beim Kombi das Heck unangetastet blieb, bekam das der Limousine in Wagenfarbe lackierte Querstreben in den Rückleuchten und einen konvex geformten Heckdeckel. Der Seitenblinker bekam einen Platz im oberen Bereich des vorderen Kotflügels. Die umlaufende Chromzierleiste in der Stoßkante, die vormals nur den Modellen mit gehobener Ausstattung vorbehalten war, wurde Standard.
Das Coupé erhielt erst im Juni 2001 eine leichte optische Aufwertung durch Klarglasscheinwerfer. Einige der leistungsstärkeren Aggregate folgten schon zur Modellpflege der Limousine und des Break, doch zeitgleich mit dem Facelift des Coupés erschienen noch gleich zwei modernere Dieselmotoren mit Direkteinspritzung (ein 2,0 HDi mit 79 kW/107 PS und ein 2,2 HDi mit 98 kW/133 PS).

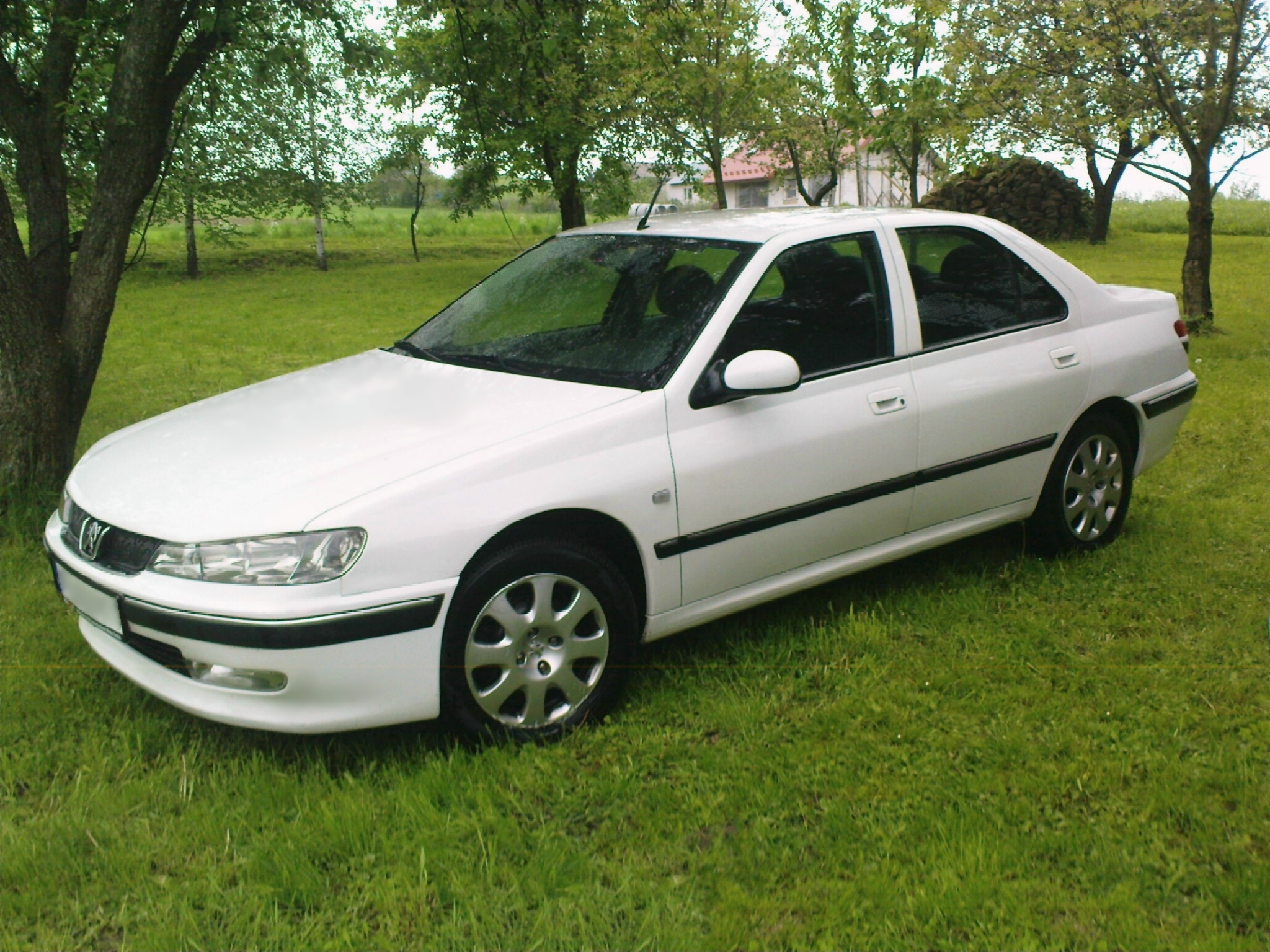
Peugeot 406 Limousine (1999–2004)
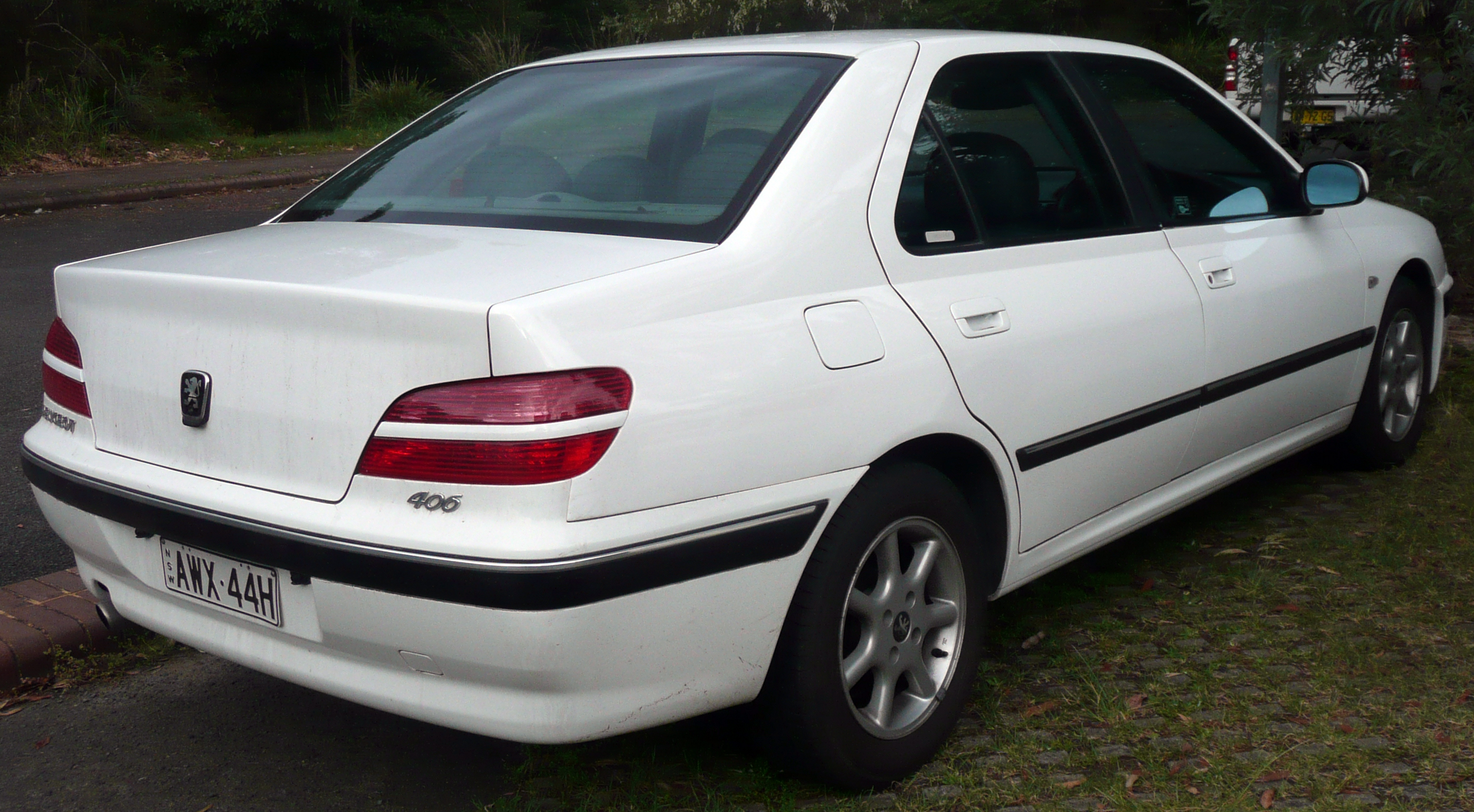
Heckansicht
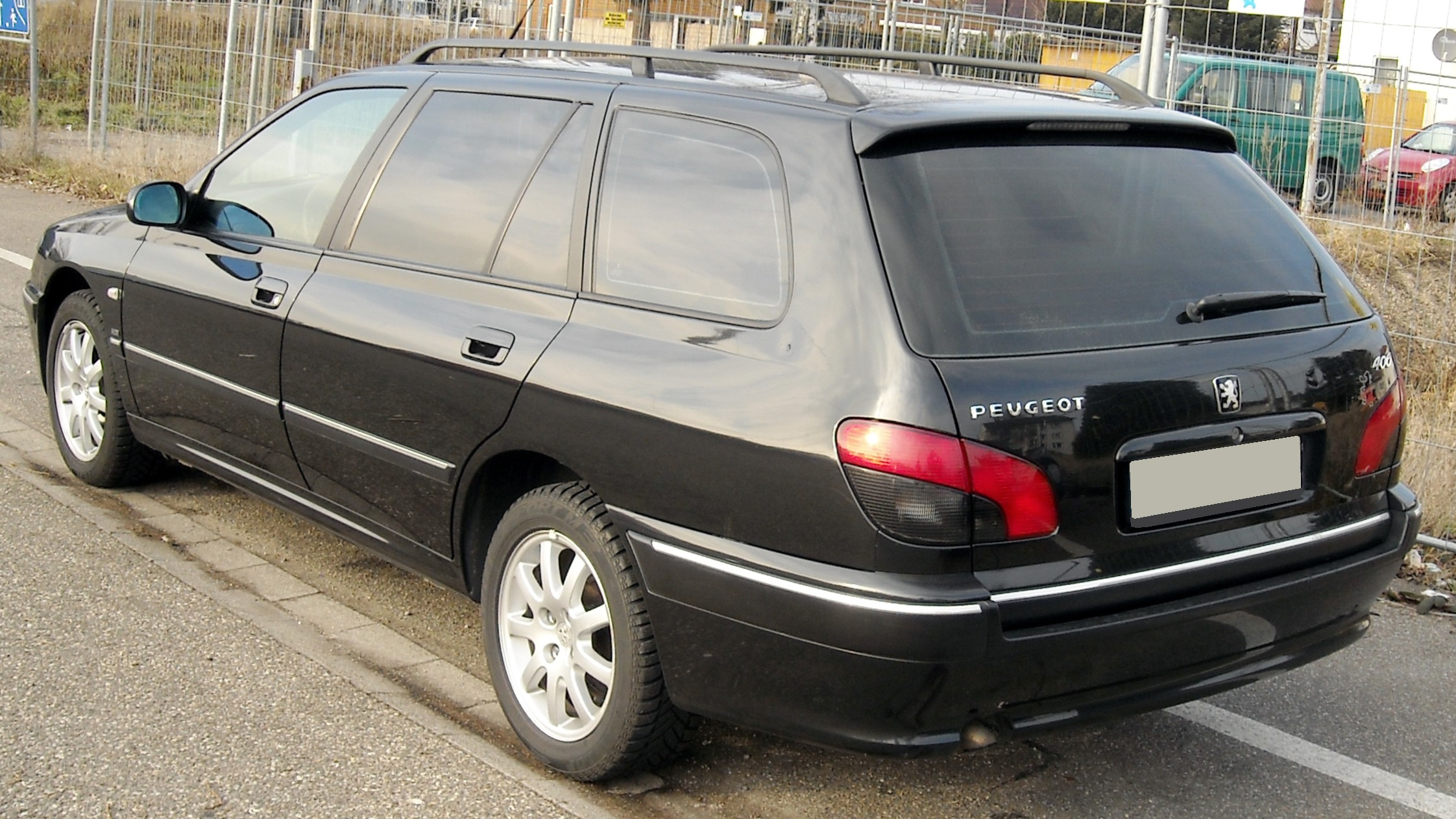
Peugeot 406 Break (1999–2004)
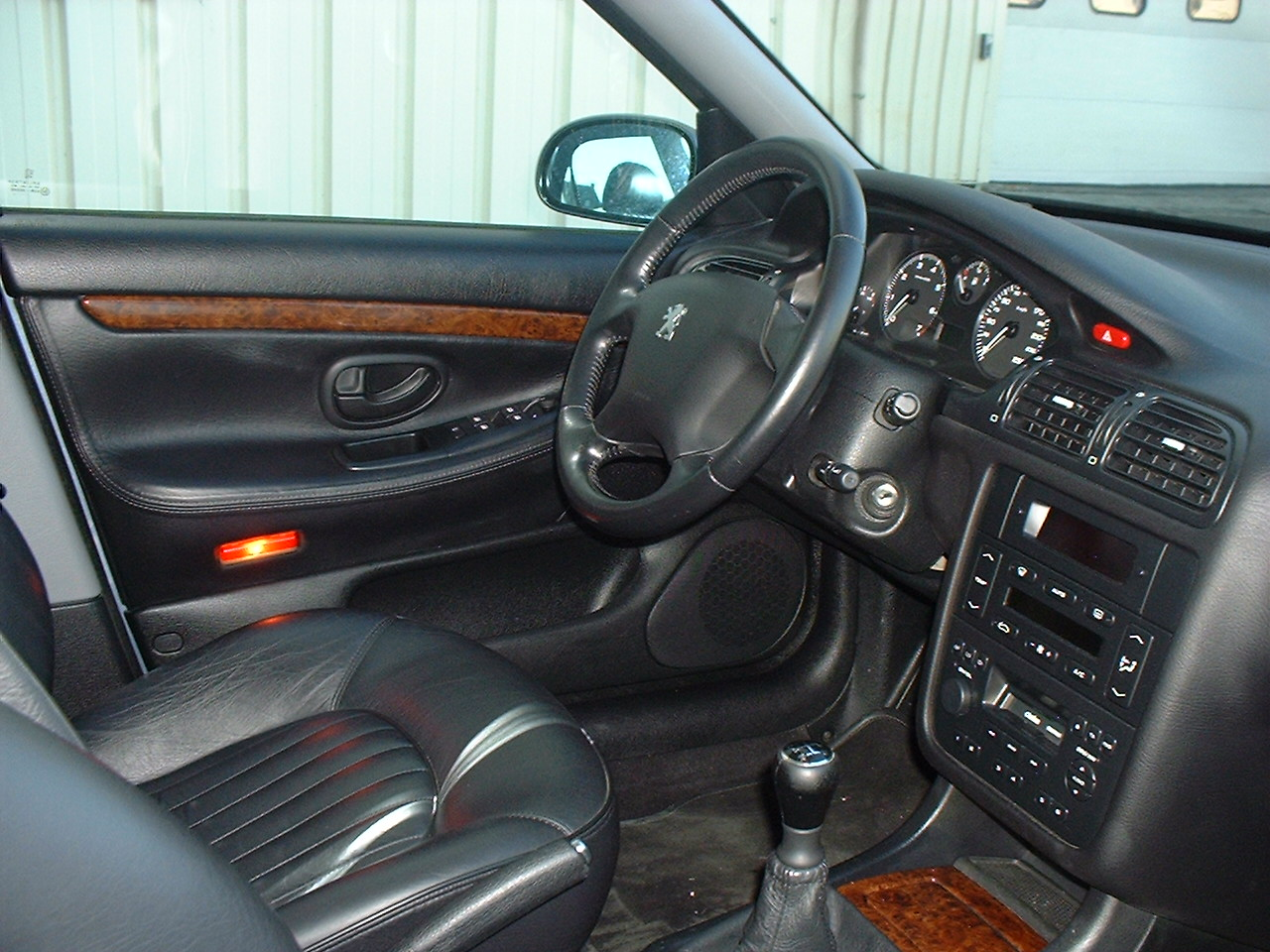
406, Innenraum
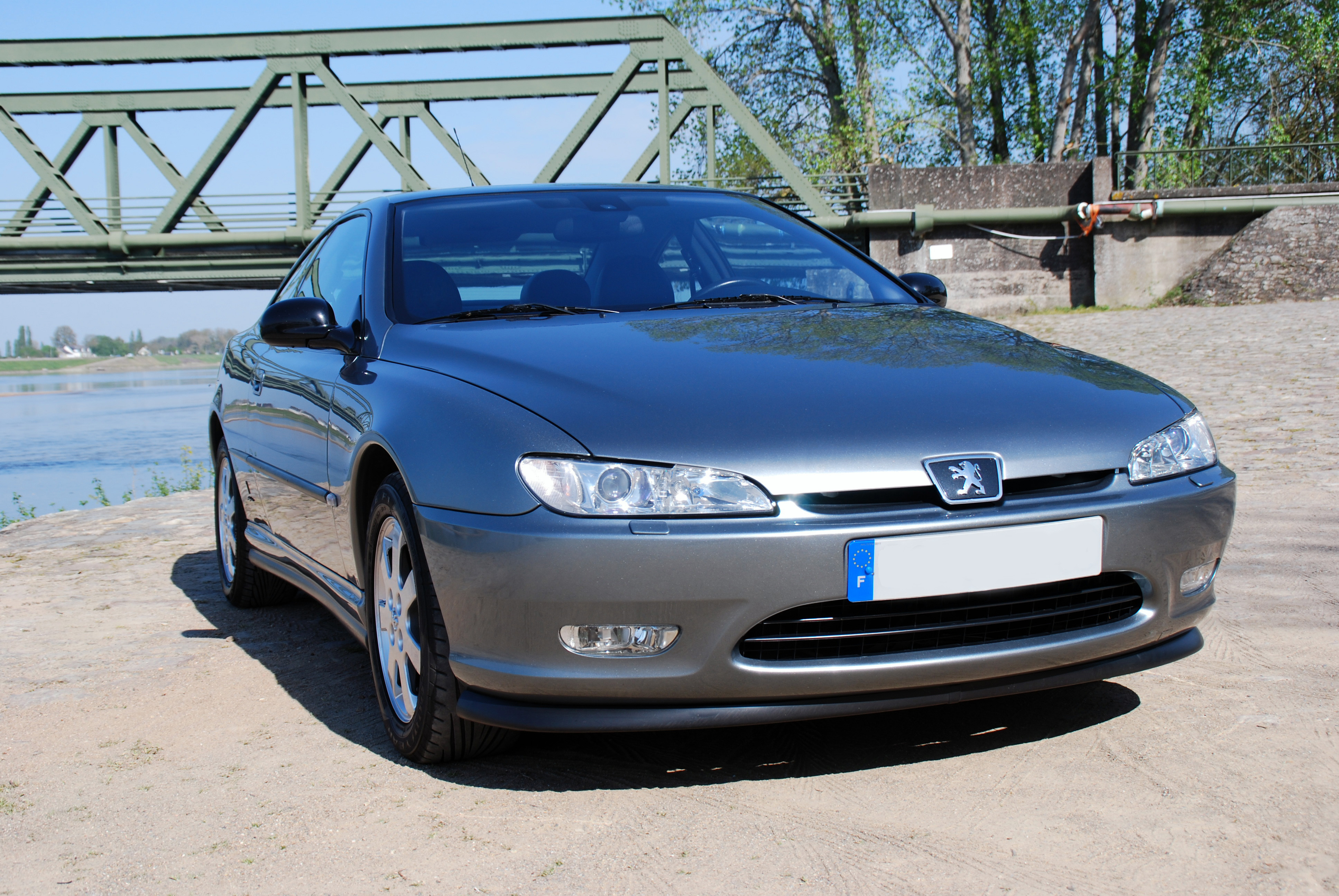
Peugeot 406 Coupé (2001–2003)

Noch vor der Ablösung der Limousine und des Kombis durch den Peugeot 407 wurde das Coupé im Juni 2003 erneut überarbeitet, wobei diese Modifikationen tiefgreifender ausfielen als zuvor im Sommer 2001. Besonders markant war hierbei der große Kühlergrill, der die zukünftige Designlinie der Marke Peugeot präsentierte.
Das 406 Coupé blieb mit der Ausstattung Ultima Edizione als letzte Version bis Mai 2005 im Programm.

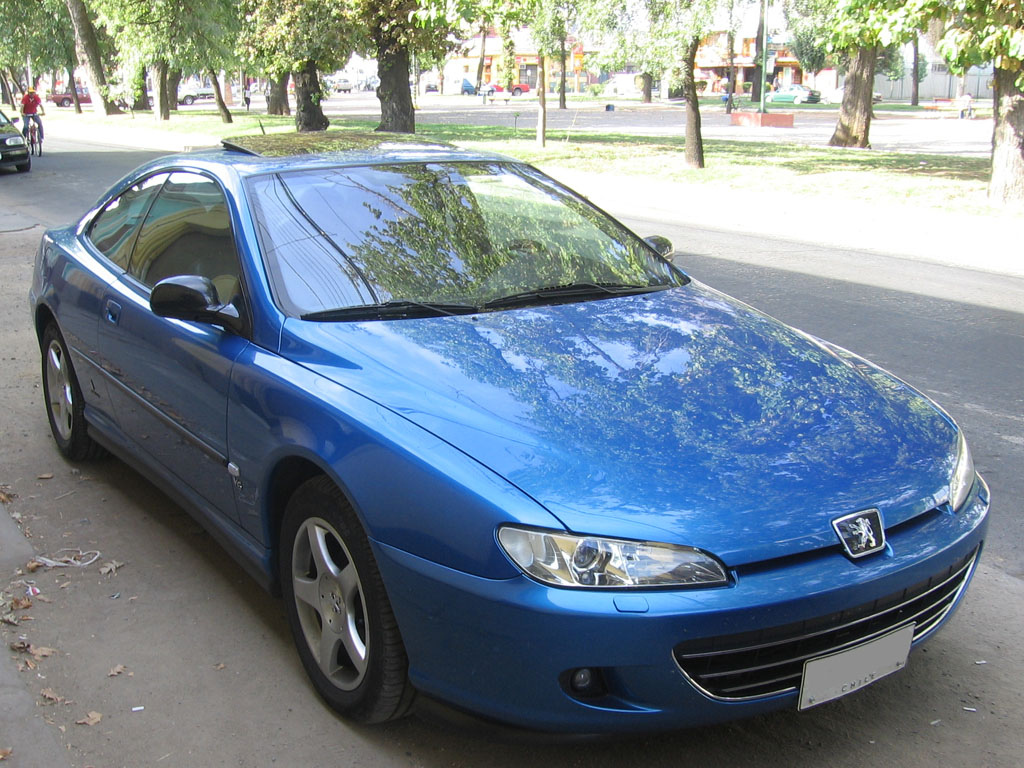
Peugeot 406 Coupé (2003–2005)

In Deutschland konnte sich der 406 jedoch nur schlecht gegen die große Konkurrenz im Mittelklassewagensegment aus Wolfsburg (Passat) und Rüsselsheim (Vectra) behaupten. Allerdings verfügt der 406 Break mit bis zu 1741 Liter über viel Stauraum.
Bekannt wurde der 406 durch den Film Taxi, wo er von einem verrückten Taxi-Chauffeur zum Superauto umgebaut wurde. Interessant ist auch, dass im Saarland die Polizei mit 406-Fahrzeugen Streife fuhr.

## Motorisierungen
| Modell       | Motor(typ)         | Hubraum  | Leistung                         | Drehmoment          | Bauzeit         | Variante                | Bemerkungen                       |
| Benziner     | Benziner           | Benziner | Benziner                         | Benziner            | Benziner        | Benziner                | Benziner                          |
| ------------ | ------------------ | -------- | -------------------------------- | ------------------- | --------------- | ----------------------- | --------------------------------- |
| 1.6 8V       | XU5M3 (BFZ)        | 1580 cm³ | 65 kW (88 PS) bei 6000/min       | 130 Nm bei 2600/min | 09/1995–04/1997 | Limousine               |                                   |
| 1.8 8V       | XU7JB (LFX)        | 1761 cm³ | 66 kW (90 PS) bei 5000/min       | 147 Nm bei 2600/min | 05/1997–10/2000 | Limousine, Kombi        |                                   |
| 1.8 16V      | XU7JP4 (LFY)       | 1761 cm³ | 81 kW (110 PS) bei 5500/min      | 155 Nm bei 4250/min | 09/1995–10/2000 | Limousine, Kombi        |                                   |
| 1.8 16V      | EW7J4 (6FZ)        | 1749 cm³ | 85 kW (116 PS) bei 5500/min      | 160 Nm bei 4000/min | 10/2000–03/2004 | Limousine, Kombi        |                                   |
| 2.0 16V      | XU10J4R (RFV)      | 1998 cm³ | 97 kW (132 PS) bei 5500/min      | 180 Nm bei 4200/min | 09/1995–12/1998 | Limousine, Kombi, Coupé |                                   |
| 2.0 16V      | EW10J4 (RFR)       | 1997 cm³ | 99 kW (135 PS) bei 6000/min      | 190 Nm bei 4100/min | 01/1999–08/2000 | Limousine, Kombi, Coupé |                                   |
| 2.0 16V      | EW10J4 (RFN)       | 1997 cm³ | 100 kW (136 PS) bei 6000/min     | 190 Nm bei 4100/min | 08/2000–12/2004 | Limousine, Kombi, Coupé |                                   |
| 2.0 16V HPi  | EW10D (RLZ)        | 1997 cm³ | 103 kW (140 PS) bei 6000/min     | 192 Nm bei 4000/min | 05/2001–09/2003 | Limousine, Kombi        | nicht für E10-Kraftstoff geeignet |
| 2.0 8V Turbo | XU10J2TE (RGX)     | 1998 cm³ | 108 kW (147 PS) bei 5300/min     | 235 Nm bei 2500/min | 04/1996–12/1998 | Limousine, Kombi        |                                   |
| 2.2 16V      | EW12J4 (3FZ)       | 2230 cm³ | 116 kW (158 PS) bei 5650/min     | 217 Nm bei 3900/min | 08/2000–05/2005 | Limousine, Kombi, Coupé |                                   |
| 3.0 V6 24V   | ES9J4 (XFZ)        | 2946 cm³ | 140 kW (190 PS) bei 5500/min     | 267 Nm bei 4000/min | 10/1996–02/2000 | Limousine, Kombi, Coupé |                                   |
| 3.0 V6 24V   | ES9J4S (XFX)       | 2946 cm³ | 152 kW (207 PS) bei 6000/min     | 285 Nm bei 3750/min | 03/2000–05/2005 | Limousine, Kombi, Coupé |                                   |
| Diesel       |                    |          |                                  |                     |                 |                         |                                   |
| 1.9 8V SD    | XUD9SD (DHW)       | 1905 cm³ | 55 kW (75 PS) bei 4600/min       | 135 Nm bei 2250/min | 10/1996–12/1998 | Kombi                   |                                   |
| 1.9 8V TD    | XUD9TE (DHY)       | 1905 cm³ | 66/68 kW (90/92 PS) bei 4000/min | 196 Nm bei 2250/min | 01/1996–12/1998 | Limousine, Kombi        |                                   |
| 2.0 8V HDi   | DW10TD (RHY)       | 1997 cm³ | 66 kW (90 PS) bei 4000/min       | 205 Nm bei 1900/min | 01/1999–03/2004 | Limousine, Kombi        |                                   |
| 2.0 8V HDi   | DW10ATED (RHS)     | 1997 cm³ | 79 kW (107 PS) bei 4000/min      | 250 Nm bei 1900/min | 08/2001–03/2004 | Limousine, Kombi        |                                   |
| 2.0 8V HDi   | DW10ATED (RHZ)     | 1997 cm³ | 80 kW (109 PS) bei 4000/min      | 250 Nm bei 1900/min | 06/1998–08/2001 | Limousine, Kombi        |                                   |
| 2.1 12V TD   | XUD11BTE (P8C)     | 2088 cm³ | 80 kW (109 PS) bei 4300/min      | 250 Nm bei 2000/min | 01/1996–12/1998 | Limousine, Kombi        |                                   |
| 2.2 16V HDi  | DW12TED4 (4HX/4HZ) | 2179 cm³ | 98 kW (133 PS) bei 4000/min      | 314 Nm bei 2000/min | 08/2001–05/2005 | Limousine, Kombi, Coupé |                                   |

1. 1 2 3 4 5  Nicht mit Dieselrußpartikelfilter erhältlich
2. ↑  Nur für einige Exportländer
3. 1 2  Serienmäßig mit Dieselrußpartikelfilter